# Amaury Rivas
Amaury Keith Rivas (nacido el 20 de diciembre de 1985 en Montecristi) es un lanzador dominicano de ligas menores que se encuentra actualmente en la organización de los Cerveceros de Milwaukee.
Rivas comenzó su carrera profesional en la liga de novatos Arizona League Brewers en 2005. Dividió la temporada de 2006 entre los equipos Arizona y Helena Brewers. Después de jugar todo el año 2007 en Arizona, Rivas jugó en Clase-A para West Virginia Powery y en Clase-A avanzada Brevard County Manatees. Jugó toda la temporada 2009 con Manatees, y fue añadido al roster de 40 jugadores de los Cerveceros después de la temporada.